# Höherer Jagdfliegerführer West
Höherer Jagdfliegerführer West war ab dem 1. Dezember 1942 die Bezeichnung einer Dienststellung bzw. einer Kommandobehörde auf Brigadeebene der deutschen Luftwaffe im Zweiten Weltkrieg. Ihre Hauptaufgabe war die Luftkriegsführung und die Luftraumverteidigung gegen die Westalliierten im besetzten Frankreich und Belgien.

## Geschichte
Die Kommandobehörde des Höheren Jagdfliegerführers West wurde am 1. Dezember 1942 in Chantilly-les-Aigles aufgestellt. Sie führte die Jagdfliegerführer im Bereich der Luftflotte 3 und nahm die Luftraumverteidigung im besetzten Frankreich und Belgien wahr. Am 15. September 1943 wurde der Höhere Jagdfliegerführer West in das II. Jagdkorps umbenannt.

## Personen

### Jagdfliegerführer
| Dienstgrad | Name           | Datum                                   |
| ---------- | -------------- | --------------------------------------- |
| Oberst     | Max-Josef Ibel | 1. Dezember 1942 bis 14. September 1943 |

### Erster Generalstabsoffizier
| Dienstgrad | Name                   | Datum                                   |
| ---------- | ---------------------- | --------------------------------------- |
| Major      | Siegfried von Eschwege | 1. Dezember 1942 bis 15. September 1943 |

## Unterstellung
| Unterstellung | von              | bis                |
| ------------- | ---------------- | ------------------ |
| Luftflotte 3  | 1. Dezember 1942 | 15. September 1943 |

## Unterstellte Verbände
| 1. Dezember 1942                                               |                                                                                        |
| -------------------------------------------------------------- | -------------------------------------------------------------------------------------- |
| 1. Dezember 1942                                               | Jagdfliegerführer 2; Jagdfliegerführer 3; Jagdfliegerführer 4; Jagdfliegerführer Paris |
| 13. September 1943                                             |                                                                                        |
| 4. Jagd-Division; 5. Jagd-Division; Jagdfliegerführer Bretagne |                                                                                        |